# Leonid Kantorovitj
Leonid Vitaljevitj Kantorovitj (født 19. januar 1912 i Sankt Petersborg, død 7. april 1986 i Moskva) var en sovjetisk matematiker og økonom, kendt for sin teori og udvikling af forskellige metoder til optimal ressourceallokering. Han betragtes som grundlæggeren af lineær programmering, en gren af operationsanalysen. I 1975 modtog han Nobelprisen i økonomi sammen med Tjalling Koopmans "for deres bidrag til teorien om optimal allokering af ressourcer".

## Levned
Kantorovitj blev født i en russisk-jødisk familie. Hans far var læge og praktiserede i Sankt Petersborg. Leonid begyndte at studere ved Leningrad Universitet (det nuværende Sankt Petersborgs Statsuniversitet) i 1926 som 14-årig. I 1930 fik han sin afgangseksamen fra det matematiske fakultet og påbegyndte en forskeruddannelse. I 1934 (som 22-årig) blev han professor. 
Senere arbejdede Kantorovitj for den sovjetiske regering. Han fik til opgave at optimere produktionen af krydsfiner og udviklede i den forbindelse den matematiske teknik, der i dag er kendt som lineær programmering, nogle år før den blev udbredt af George Dantzig.
Efter 1939 blev han professor på Leningrads militære ingeniør-tekniske universitet. Under belejringen af Leningrad var han ansvarlig for sikkerheden på Livets Vej, en transportrute over den frosne sø Ladoga, som var den eneste forsyningsmulighed til det tysk-belejrede Leningrad i vintermånederne i 1941–1944. Han beregnede den optimale afstand mellem køretøjerne på isen, der afhæng af isens tykkelse og lufttemperaturen. I en række tilfælde spadserede Kantorovitj personligt mellem bilerne, der kørte på isen på Ladoga, for at sikre, at bilerne ikke sank ned. Han modtog flere medaljer og ordener for sine præstationer under belejringen.